# Franco Tedeschi (deportato)

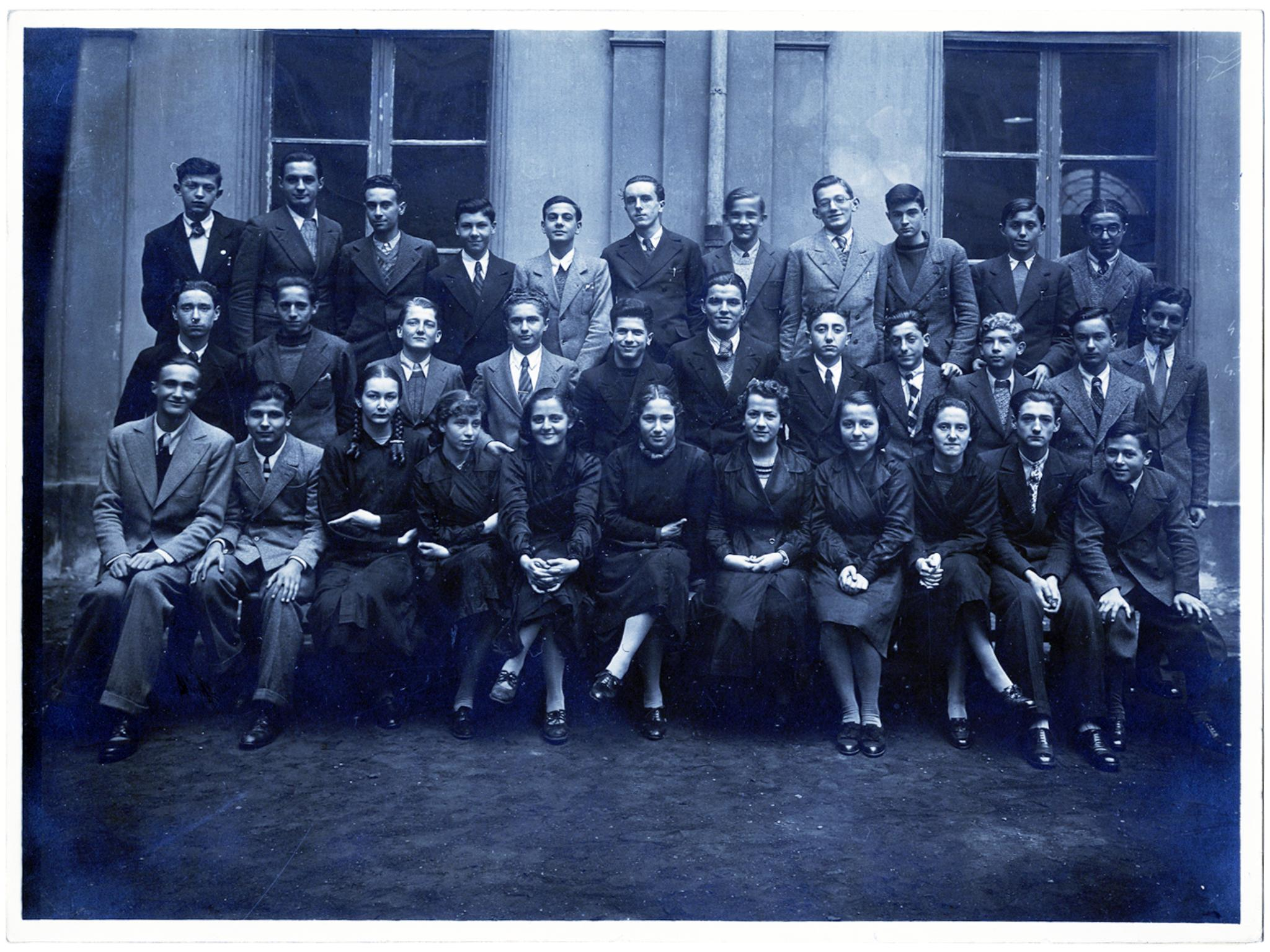
Liceo D'Azeglio di Torino, classe V C dell'anno scolastico 1936-37

Franco Tedeschi (Torino, 1º febbraio 1922 – Mauthausen, 19 marzo 1945) è stato una vittima italiana della Shoah.

## Biografia
Figlio di Gualtiero Tedeschi, originario di Parma, e di Emilia Bachi, nota pianista, apparteneva alla borghesia ebraica torinese. La famiglia abitava a Torino in corso Galileo Ferraris 59. Studente del Liceo classico Massimo d'Azeglio, dopo aver frequentato la IB nell'anno scolastico 1937-38, fu allontanato dalla scuola in conseguenza delle leggi razziali con altri quarantacinque studenti ebrei tra cui Virginia Montalcini e Anna Maria Levi. Negli anni del Liceo si era avvicinato al gruppo di Primo Levi, di tre anni più vecchio, anche a causa della relazione che poi avrà con la sorella di quest'ultimo, Anna Maria. Questa aspetterà invano, dopo la sua deportazione, il suo ritorno insieme a quello del fratello. Anna Maria lascerà alcune fotografie che la ritraggono con Franco al CDEC.
Franco frequenta gli ambienti della Biblioteca ebraica e le riunioni organizzate da Ennio ed Emanuele Artom, legandosi d'amicizia con i ragazzi della Comunità ebraica di Torino del tempo. In una fotografia del fondo di Anna Maria Levi è raffigurato con Anna Fubini, Lia Fubini, Giulia Colombo, Alberto Salmoni, Eugenio Gentili Tedeschi, Franco Momigliano e Anna Maria Levi al campeggio di Sylvenoire vicino a Cogne, probabilmente nell'estate del 1940.

### La persecuzione razziale
Dopo l'8 settembre 1943, nell'Italia occupata dai Tedeschi iniziano le persecuzioni razziali e Franco Tedeschi entra in clandestinità.
Nel settembre 1943, pur sapendo quale pericolo stanno correndo, Franco e suo padre Gualtiero sono ancora a Torino.
Viene arrestato con il padre a Luino (Varese), probabilmente mentre tentavano di fuggire attraverso il confine con la Svizzera, il 28 febbraio 1944. Viene dapprima trasferito a Varese, poi a Como, a Milano e nel campo di Fossoli dove viene indirizzato verso il campo di Auschwitz. Morirà il 12 marzo 1945 nel campo di Mauthausen, forse in seguito allo spostamento attraverso una “marcia della morte” dei deportati (ne è testimonianza il numero di matricola molto alto del campo di Mauthausen, segnale di un arrivo al campo negli ultimi giorni della Seconda guerra mondiale).

## La Pietra d'inciampo

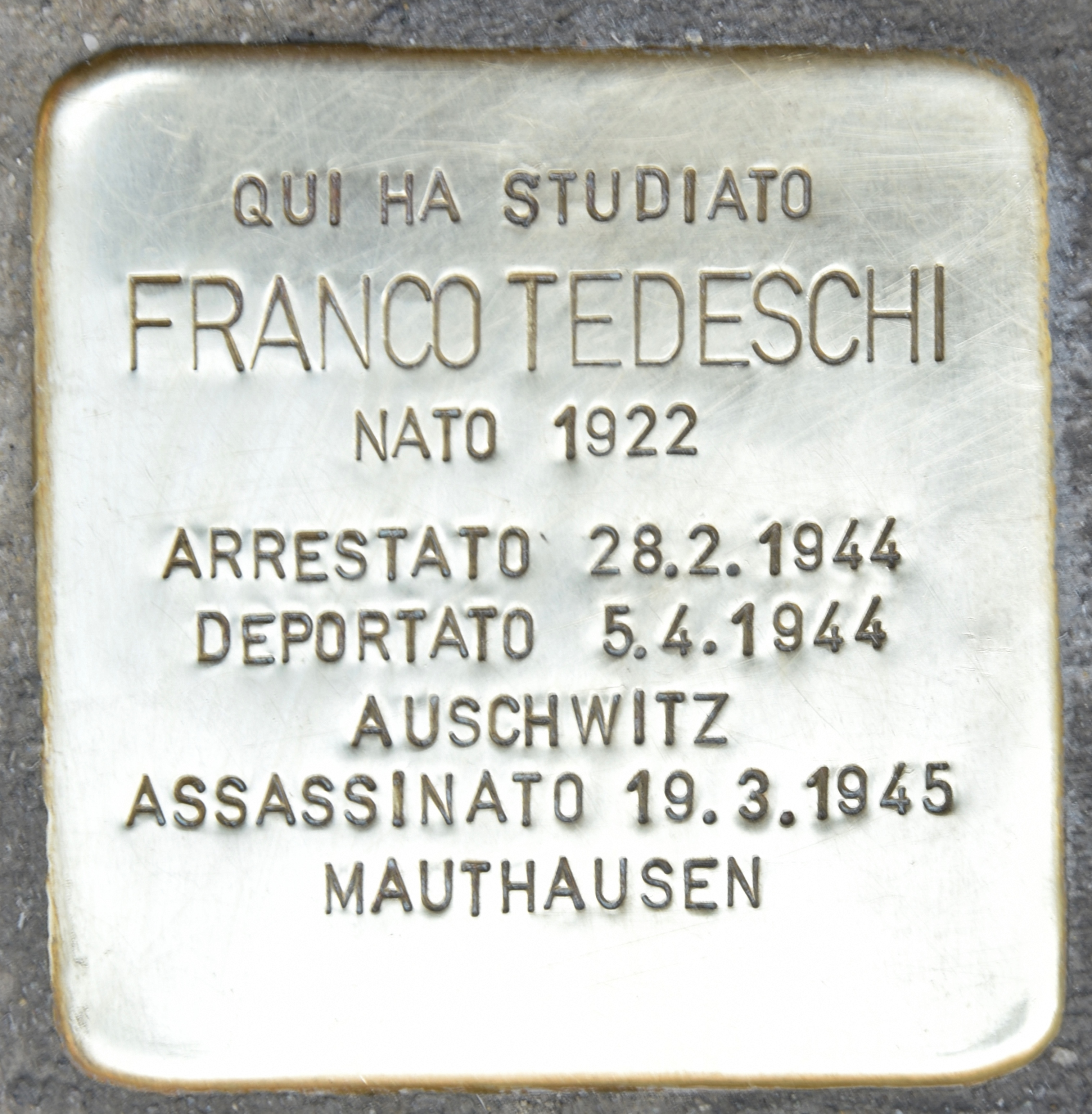
Pietra d'inciampo di Franco Tedeschi in via Parini 8 a Torino

La storia di Franco è stata riscoperta da un gruppo di studenti del Liceo Classico “Massimo D'Azeglio”, coordinati dai professori Giorgio Brandone e Tiziana Cerrato, che hanno ricostruito, sulla base di documenti archivistici, l'applicazione delle leggi razziali nel Liceo. È venuto alla luce come due studenti, allontanati nel 1938, siano periti nei campi di sterminio (oltre a Franco Tedeschi a Mauthausen, Virginia Montalcini morì ad Auschwitz). 
La ricerca di fonti documentali ha permesso inoltre di allestire una mostra “Il D'Azeglio e le leggi razziali” e ha portato alla richiesta di ricordare Virginia e Franco con la posa di due pietre d'inciampo davanti alla porta d'ingresso della scuola, a monito per i giovani studenti. La proposta è stata infine accolta. Martedì 17 gennaio 2017, l'artista tedesco Gunter Demnig ha collocato le due 
pietre in via Parini, 8.